# Tai-pe Valles
Le Tai-pe Valles sono una formazione geologica della superficie di Venere.
Tai-pe è un nome cinese del pianeta Venere.